# Emily Schulman
Emily Schulman (Los Angeles, 17 agosto 1977) è un'attrice statunitense.
Lasciata l'attività artistica, ha intrapreso la carriera di agente di commercio. È conosciuta soprattutto per aver interpretato il ruolo di Harriet Brindle nel telefilm Super Vicki.

## Biografia
Emily fa le sue prime apparizioni davanti alla telecamera all'età di due anni, prendendo parte soprattutto a spot televisivi per importanti brand quali McDonald's, Mattel, Pepsi, ecc. Nel 1984, a soli sei anni, viene scelta per il ruolo di Harriet nell'episodio pilota di Super Vicki. Lavorerà in questo show per i successivi quattro anni, per un totale di 96 episodi. Grazie a questo ruolo, Emily vincerà per due volte il Youth in Film Award.
Schulman ha partecipato ad altri programmi televisivi quali Hotel, Mr. Belvedere, Alf e Blue Jeans. La sua ultima apparizione come attrice è stata nella serie TV Christy, in cui ha interpretato il personaggio di Ruby Mae Morrison. Nel 1989 Emily ha preso parte anche a due pellicole per il grande schermo: In campeggio a Beverly Hills e Caddie Woodlawn.

## Vita privata
Nel 2002 ha sposato Derek Webster, dal quale ha avuto quattro figli: Lasarina (nel 2005), Maev, Colm e Lochlan.

## Doppiatrici italiane
Nelle versioni in italiano delle opere in cui ha recitato, Emily Schulman è stata doppiata da:
- Barbara De Bortoli in Super Vicki
- Federica De Bortoli in Christy